# Christophe Lagrange
Christophe Lagrange (Parigi, 24 ottobre 1966) è un ex calciatore francese, di ruolo attaccante.

## Carriera
Già all'età di 6-7 anni si aggregò alle formazioni giovanili del Sedan. Cominciò la sua carriera come professionista a metà anni ottanta, debuttando proprio con il Sedan in Division 2 all'età di 17 anni. Successivamente passò  al Lens per due anni e poi all'Angers per sette anni, il primo anno in prestito, poi definitivamente. Proprio all'Angers legò gran parte della propria carriera, diventandone il miglior marcatore di sempre. Nel 1994, in scadenza di contratto, passò al Le Havre, nel quale disputò 2 stagioni, infortunandosi però spesso. Successivamente passò al Saint-Étienne nel quale disputò 2 stagioni dopo le quali si ritirò dal calcio giocato.

## Statistiche

### Presenze e reti nei club
Statistiche aggiornate al termine della carriera
| Stagione             | Squadra              | Campionato           | Campionato | Campionato | Coppe nazionali | Coppe nazionali | Coppe nazionali | Coppe continentali | Coppe continentali | Coppe continentali | Altre coppe | Altre coppe | Altre coppe | Totale | Totale |
| Stagione             | Squadra              | Comp                 | Pres       | Reti       | Comp            | Pres            | Reti            | Comp               | Pres               | Reti               | Comp        | Pres        | Reti        | Pres   | Reti   |
| -------------------- | -------------------- | -------------------- | ---------- | ---------- | --------------- | --------------- | --------------- | ------------------ | ------------------ | ------------------ | ----------- | ----------- | ----------- | ------ | ------ |
| 1984-1985            | Sedan                | D2                   | 24         | 3          | CF              | 5               | 1               | -                  | -                  | -                  | -           | -           | -           | 29     | 4      |
| 1985-1986            | Sedan                | D2                   | 31         | 1          | CF              | 0               | 0               | -                  | -                  | -                  | -           | -           | -           | 31     | 1      |
| Totale Sedan         | Totale Sedan         | Totale Sedan         | 55         | 4          |                 | 5               | 1               |                    | -                  | -                  |             | -           | -           | 60     | 5      |
| 1986-1987            | Lens                 | D1                   | 11         | 0          | CF              | 4               | 0               | CU                 | 0                  | 0                  | -           | -           | -           | 15     | 0      |
| 1987-1988            | Lens                 | D1                   | 10         | 1          | CF              | 4               | 1               | -                  | -                  | -                  | -           | -           | -           | 14     | 2      |
| Totale Lens          | Totale Lens          | Totale Lens          | 21         | 1          |                 | 8               | 1               |                    | 0                  | 0                  |             | -           | -           | 29     | 2      |
| 1988-1989            | Angers               | D2                   | 28         | 6          | CF              | 4               | 0               | -                  | -                  | -                  | -           | -           | -           | 32     | 6      |
| 1989-1990            | Angers               | D2                   | 33         | 19         | CF              | 1               | 2               | -                  | -                  | -                  | -           | -           | -           | 34     | 21     |
| 1990-1991            | Angers               | D2                   | 32         | 19         | CF              | 2               | 1               | -                  | -                  | -                  | -           | -           | -           | 34     | 20     |
| 1991-1992            | Angers               | D2                   | 29+2       | 12+1       | CF              | 3               | 3               | -                  | -                  | -                  | -           | -           | -           | 34     | 16     |
| 1992-1993            | Angers               | D2                   | 34+1       | 19+1       | CF              | 0               | 0               | -                  | -                  | -                  | -           | -           | -           | 35     | 20     |
| 1993-1994            | Angers               | D1                   | 37         | 12         | CF              | 1               | 0               | -                  | -                  | -                  | -           | -           | -           | 38     | 12     |
| Totale Angers        | Totale Angers        | Totale Angers        | 196        | 89         |                 | 11              | 6               |                    | -                  | -                  |             | -           | -           | 207    | 95     |
| 1994-1995            | Le Havre             | D1                   | 35         | 6          | CF+CdL          | 3+4             | 1+1             | -                  | -                  | -                  | -           | -           | -           | 42     | 8      |
| 1995-1996            | Le Havre             | D2                   | 32         | 3          | CF+CdL          | 2+3             | 1+2             | -                  | -                  | -                  | -           | -           | -           | 37     | 6      |
| Totale Le Havre      | Totale Le Havre      | Totale Le Havre      | 67         | 9          |                 | 12              | 5               |                    | -                  | -                  |             | -           | -           | 79     | 14     |
| 1996-1997            | Saint-Étienne        | D2                   | 40         | 8          | CF+CdL          | 1+1             | 1+0             | -                  | -                  | -                  | -           | -           | -           | 42     | 9      |
| 1997-1998            | Saint-Étienne        | D2                   | 26         | 0          | CF+CdL          | 0+1             | 0               | -                  | -                  | -                  | -           | -           | -           | 27     | 0      |
| Totale Saint-Étienne | Totale Saint-Étienne | Totale Saint-Étienne | 66         | 8          |                 | 3               | 1               |                    | 1                  | 0                  |             | -           | -           | 69     | 9      |
| Totale Carriera      | Totale Carriera      | Totale Carriera      | 405        | 111        |                 | 39              | 14              |                    | 0                  | 0                  |             | -           | -           | 444    | 125    |

## Palmarès

### Individuale
- Capocannoniere della Division 2: 1

1990-1991 (19 gol, girone B)